# Državljanska lista

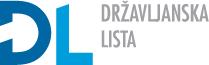
Logo

De Burgerlijst (sl.: Državljanska lista) is een Sloveense conservatief liberale politieke partij. De partij werd op 21 oktober 2011 opgericht door een aantal neoklassieke en neoliberale economen met als boegbeeld Gregor Virant, die tot dan lid was van de Sloveense Democratische Partij. Aanvankelijk heette de partij "Burgerlijst van Gregor Virant", sinds april 2012 is de naam van Gregor Virant uit de partijnaam verwijderd en draagt het de huidige naam Burgerlijst.
De Burgerlijst zet in op vermindering van overheidsuitgaven, verkoop van overheidsvermogen en deregulering. Op 9 november 2012 werd de Burgerlijst opgenomen als lid van de Alliantie van Liberalen en Democraten voor Europa (ALDE).
De partij nam deel aan het kabinet-Janša II van SDS, SLS, DeSUS, NSi en DL (2012-2013). De DL stapte uit deze regering om vervolgens het kabinet-Bratušek te vormen met PS, SD en DeSUS. De partij telt 8 afgevaardigden in het Sloveense parlement sinds de verkiezingen in 2012.